# Josef Suppan
Josef Suppan (tudi Jožef Supan ali Josip Suppan), kranjski pravnik, gospodarstvenik in politik, * 9. januar 1828, Innichen, † 5. julij 1902, Ljubljana

## Življenje in delo
Suppan je v Innsbrucku in Gradcu študiral pravo, ki ga je končal leta 1850. Od leta 1854 je bil samostojni odvetnik v Prešovu na Slovaškem. Po poroki leta 1856 v Ljubljani z Ano Dimitz, sestro zgodovinarja Avgusta Dimitza je bil do leta 1861 odvetnik v Novem mestu, potem pa v Ljubljani.
Marca 1861 je bil na prvih volitvah izvoljen v kranjski deželni zbor kot poslanec dolenjskih mest v mestni kuriji. Od novembra 1866 do aprila 1867 je bil namestnik deželnega glavarja Kranjske. Od leta 1869 do 1871 je bil ljubljanski župan. Februarja leta 1872 je bil v igri za položaj deželnega predsednika Kranjske, vendar zaradi hudega slovenskega odpora ni bil izbran. V letih 1873–9 je bil tudi poslanec v državnem zboru na Dunaju.